# Chó chăn cừu xứ Basque
Chó chăn cừu xứ Basque (Basque Shepherd Dog) là một giống chó có nguồn gốc từ Xứ Basque và theo truyền thống được nuôi bởi những người chăn cừu địa phương để giúp họ chăm sóc gia súc và cừu của họ. Perro de pastor vasco (gọi tắt là pastor vasco) là tên tiếng Tây Ban Nha, còn euskal artzain txakurra là Basque. Người ta tin rằng nó có nguồn gốc từ chó chăn cừu Trung Âu

## Ngoại hình
Những con này có ngoại hình cân đối tốt, mạnh mẽ, cơ thể hình chữ nhật và có đặc điểm chân giò. Đôi mắt của chúng hình bầu dục có màu nâu hoặc màu hổ phách. Tai của chúng có kích thước trung bình, hình tam giác và đôi khi có nếp gấp. Bộ lông thô màu vàng dài ở thân và đầu nhưng ngắn hơn ở mặt. Tỉ lệ giữa chiều cao và chiều dài là 1/1.2. Đầu khá nhẹ so với than và có cổ ngắn

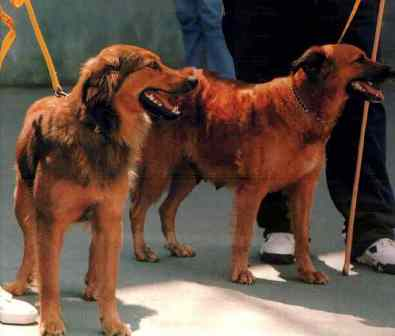
Giống Gorbeiakoa (màu đỏ)
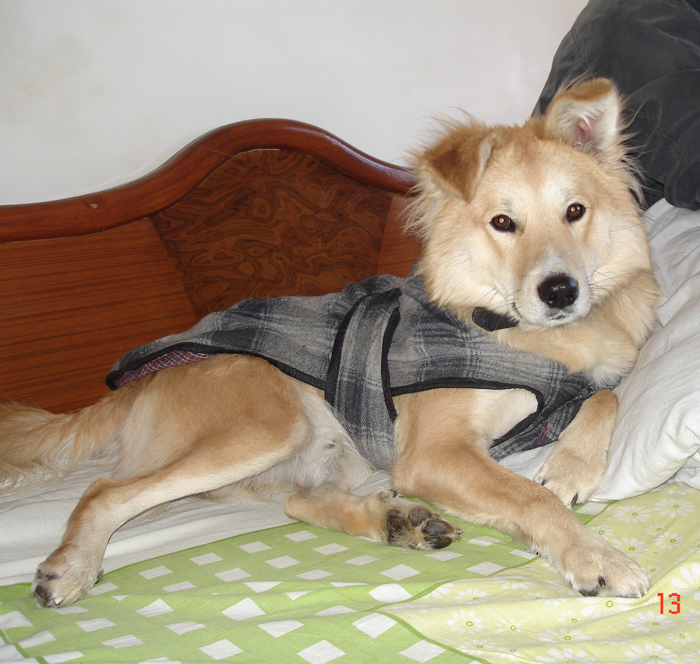
Giống Gorbeiakoa (màu nâu vàng)
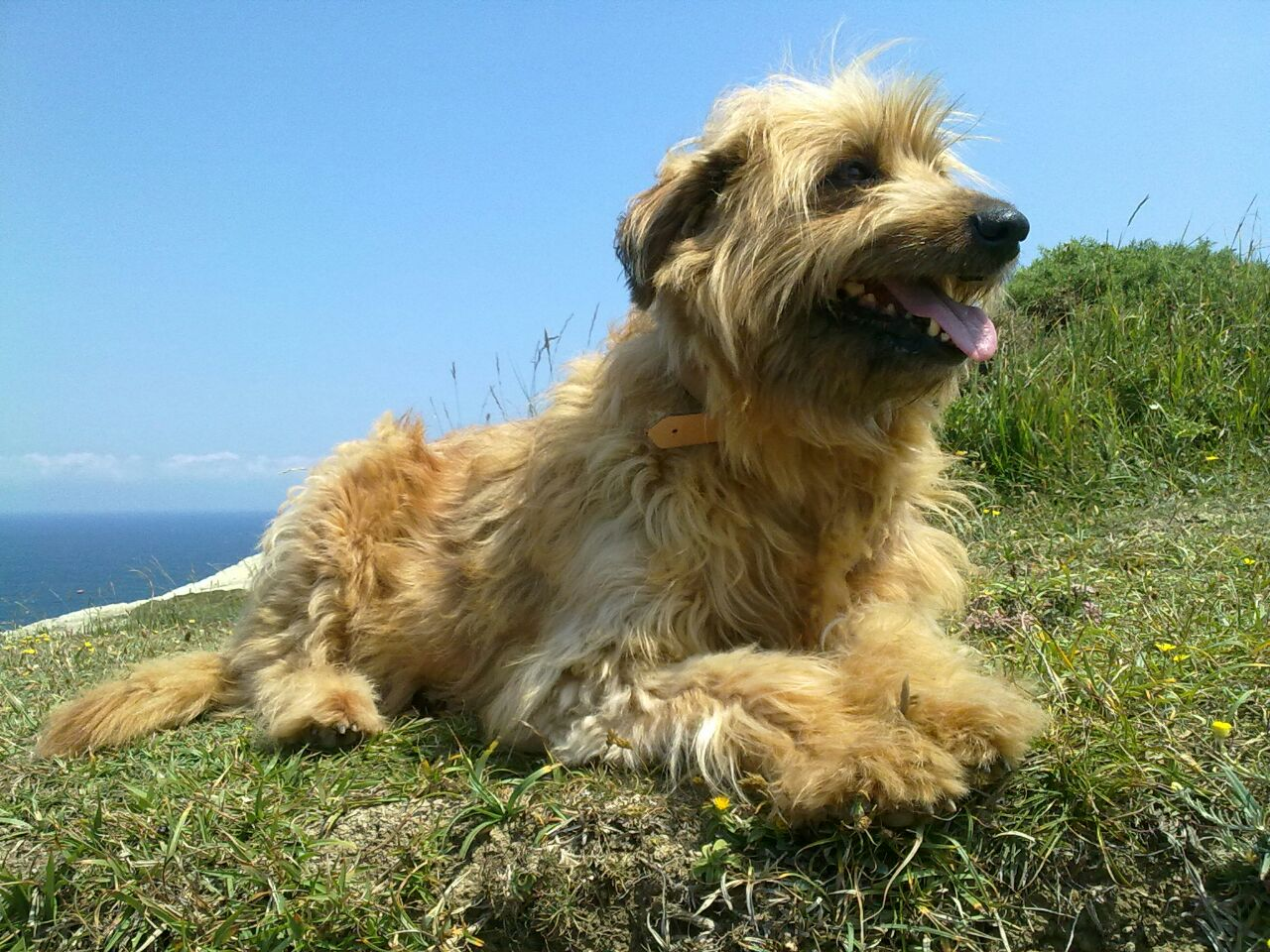
Giống Iletsua (màu nâu vàng)
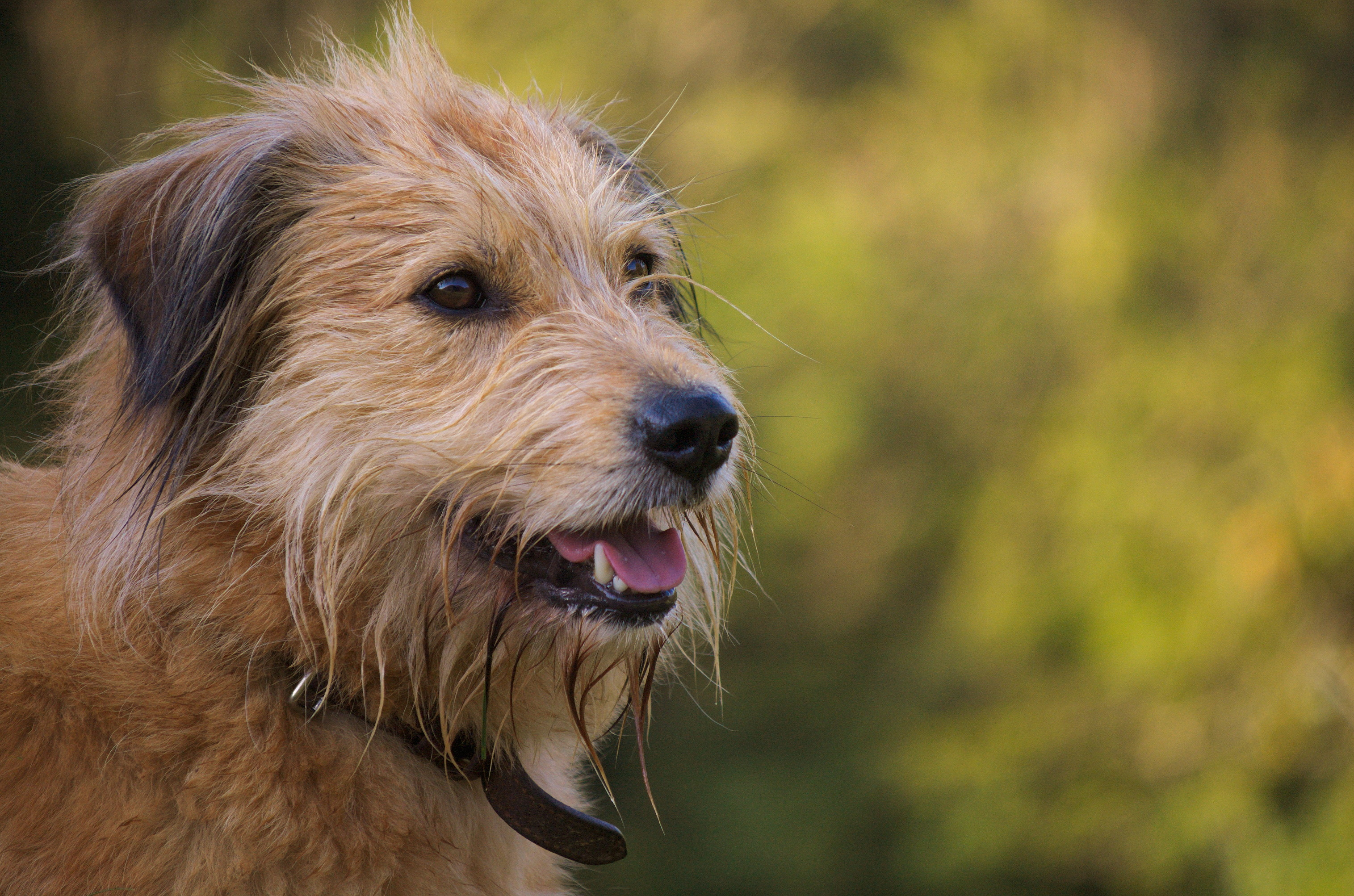
Giống Iletsua

### Bộ lông của Gorbeiakoa
Trong hai loại chó chăn cừu xứ Basque, Gorbeiakoa thì thuần túy và lâu đời hơn. Nó được công nhận bởi lớp lông dài vừa phải, kết cấu mịn và mềm. Nó rất ngắn và mịn trên mặt và trên mặt trước của chân. Có một chùm trên mặt sau của chân. Màu lông có thể là màu đỏ lửa hoặc màu nâu vàng. Chiều cao của con đực là 47–61 cm và con cái là từ 46 đến 59 cm. Con đực có trọng lượng từ 18 đến 36 kg và con cái là từ 17 đến 29 kg.

### Bộ lông của Iletsua
Giống Iletsua có lông thô, cứng, dài vừa phải. Nó ngắn hơn ở mặt trước của chân. Màu lông là màu quế hoặc màu nâu vàng. Chiều cao của con đực là 47–63 cm và con cái là từ 46 đến 58 cm. Con đực có trọng lượng từ 18 đến 33 kg và con cái là từ 17 đến 30 kg.

## Lịch sử
Chó chăn cừu xứ Basque là một trong những giống chó lâu đời nhất. Phần còn lại của bộ xương được tìm thấy trong các hang động thời đồ đá mới cách đây 12.000 năm. Chứng minh rằng những người sống trong khu vực của xứ Basque bây giờ là những người chăn cừu. Trong các bức bích họa và các bức tranh của thế kỷ thứ mười sáu có những dấu hiệu của Chó chăn cừu xứ Basque. Tuy nhiên, sự công nhận của nó cần phải nghiên cứu sâu rộng Chỉ sau khi chứng minh sự khác biệt của chúng với các giống chó khác như Chó chăn cừu Pyrenean và Chó chăn cừu Catalan, Hiệp hội Canine Hoàng gia Tây Ban Nha thừa nhận chó chăn cừu xứ Basque là giống chó có hai giống: Iletsua và Gorbeiakoa, vào tháng 1 năm 1996.
Gorbeiakoa bắt nguồn từ vùng Gorbea và ó nghĩa là "lông" hoặc "xù xì" ở Basque.

## Hoạt động
Chó chăn cừu Basque có thể cạnh tranh trong các thử nghiệm nhanh nhẹn chó, vâng lời, Schutzhund, tay nghề, bóng bay, quan sát, và các sự kiện chăn gia súc. Bản năng Herding và khả năng đào tạo có thể được đo tại các thử nghiệm chăn nuôi không cạnh tranh. Chó chăn cừu Basque có bản năng chăn nuôi cơ bản có thể được huấn luyện để cạnh tranh trong các thử nghiệm chăn gia súc

## Chó chăn cừu xứ Basque ở Mỹ
Một số người chăn nuôi xứ Basque mang chó chăn cừu của họ đến Tây Mĩ khi họ du hành sang Hoa Kỳ vào những năm 1950 theo hợp đồng chăn cừu với Hiệp hội Phạm vi phương Tây trong một thỏa thuận với chính phủ Tây Ban Nha.

## Website chính thức
- (tiếng Anh) Liên kết: Euskal Artzain txakurra
- (tiếng Tây Ban Nha) Cổng thông tin: Euskal Artzain Txakurra Lưu trữ ngày 1 tháng 11 năm 2010 tại Wayback Machine
- (tiếng Tây Ban Nha) Cổng thông tin: Euskal Artzain Txakurra, Euskera Lưu trữ ngày 1 tháng 11 năm 2010 tại Wayback Machine
- (tiếng Anh) Chó chăn cừu xứ Basque ở Mỹ